# Mária-út
A Mária-út (Via Mariæ) Közép-Európában haladó (turista és) zarándokúthálózat építése 2006 óta folyik több ország egyesületének és alapítványának kezdeményezésével és összefogásával. Céljuk az, hogy megismertessék Közép-Európa vallási és kulturális értékeit, a zarándoklatra vállalkozók számára pedig biztonságos zarándokhálózatot építsenek ki. A Mária-út a modern vallásos szemléletnek megfelelően ökumenikus.

## Közép-Európa zarándokútjának története

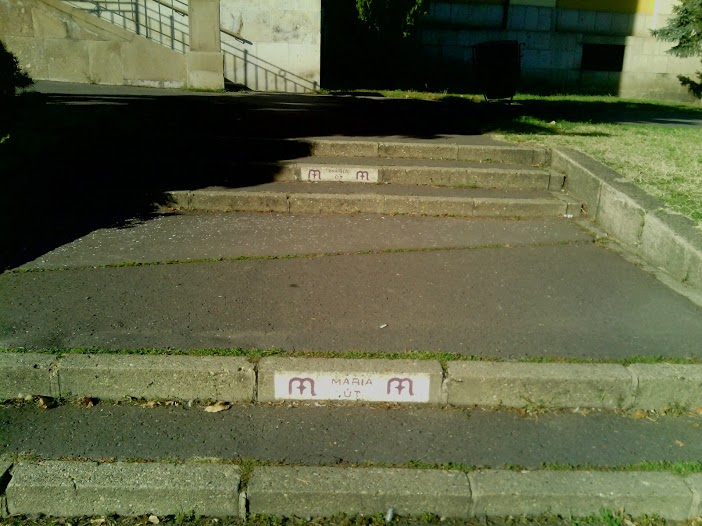
„Mária-út”-jelzés az Egri főszékesegyház mellett

A Mária-út megalakításához a magyarországi Szűz Mária búcsújáró helyek nagy száma és az El Camino zarándokút adta a gondolatot. A közép-európai népek Mária-tiszteletére építve összekapcsolja a Mária-kegyhelyeket és az útvonal mentén lévő történelmi, kulturális értékeket, vallásra való tekintet nélkül. A zarándokút elsősorban gyalog, de több szakaszon lovon vagy kerékpárral is megtehető.
2006. május 7-én magánszemélyek alapították a Mária Út Közhasznú Egyesületet, azzal a céllal, hogy feltárja és ápolja a magyarországi Mária-kegyhelyeket, létrehozza a Magyarországon átívelő Mária-zarándokutat, ezekhez kapcsolódóan zarándoklatokat szervezzen, részt vegyen az ehhez elengedhetetlenül szükséges szolgáltatások működtetésében, továbbá a hitélet támogatása, és a keresztény élet értékrendjének valamint a „Mária Ország” kultusz megismertetése mindvégig megőrizve nyitottságát a nem hívők és a más felekezetiek irányában is. A Mária-út működtetésében és folyamatos fejlesztésében jelentős részben önkéntes munkára támaszkodik.
Az útvonalak kijelölésekor néprajzi kutatásokat és főként az egykori búcsúsok már évtizedekkel korábban még élő útvonalait is felhasználtak.
2016-ban a Mária-tisztelet zarándok és búcsú hagyománya az út szervezőinek kezdeményezésére felkerült a szellemi kulturális örökség nemzeti jegyzékébe.
A Mária-út folyamatos bővülésével egy kereszt-forma rajzolódik ki Közép-Európa felett. A – szakaszokra osztott, de – hosszútávú utakat számos más, regionális útvonal egészíti ki. A vallásos embereken felül mindazoknak szól, akik jó szándékkal, nyitott szívvel azért kelnek útra, hogy mélyebben megismerjék önmagukat, a különböző vidékeket, városokat, kegyhelyeket. A zarándokút nagy részben saját útvonalon halad, lehetőleg a forgalmas utaktól távol, csendes környezetben.

## Jelzések
2009-ben kezdték meg az egységes turista-jelzésrendszer kialakítását. A Mária-utat középső szárán keresztté alakított m betű szimbolizálja. Az Európában szokásos turistajelzés színeken (kék, piros, sárga, zöld) felül a lila (vagy viola) szín jelenik meg, illetve a hagyományos motívumok (vízszintes sáv – fő utak; kereszt – átkötő utak; háromszög – csúcs vagy kilátópont; kör – forrás vagy ivóvíz; négyzet – szálláshely vagy lakott település; omega – barlang; L – rom; ɔ – körút jel) még a kegy- és pecsételőhelyek jelzéseivel egészülnek ki.
A gyalogosturista csomóponti (útbaigazító) táblák az európai irányelvek és magyar szabványok mentén alakultak ki a Mária-út meghatározó grafikai elemeivel. Tartalmazzák a kiindulási és tovább-haladási lehetőségeket, illetve hol tartózkodik a gyalogos, onnan merre milyen útvonal vezet tovább, mely útvonalon milyen útjelzést követve hová juthat, az egyes célpontok milyen távolságra vannak a tábla helyétől és elérésükhöz mennyi idő szükséges.

## Útvonalak

### A kelet–nyugati főág (M01, M10) és déli alternatívája (M03)
A kezdeményezés első útvonala, a kelet–nyugati főszakasz 2007-ben kapta a Mária-út elnevezést (M01). Jelzései lila (viola) színűek. Ez a zarándokútvonal Mariazelltől Csíksomlyóig tart, és mintegy 1400 kilométer hosszúságú. Ezt a távot gyalogosan közel 60 nap alatt lehet megtenni. Az útvonal nyugati fele 2009-ig készült el, ezt, a Mariazell és Budapest közötti szakasz 500 kilométerét Mindszenty József bíborosról nevezték el. A Mária-út erdélyi szakaszának gondozói az utolsó, a Hargita megyei Parajdtól induló körülbelül száz kilométerének két zarándokútvonalát a 2018-as csíksomlyói pünkösdi búcsúra teljesen kiépítették és ellátták az útvonaljelző táblákkal és festésekkel, melyek ezáltal azóta gyalogosan, kerékpárral, illetve lóháton is járhatók.
Az M10, vagy Ferences út Tatabányáról Esztergomon és Mátraverebélyen át Abasárra közel 250 kilométer megtételével ér. Jelzései lila színűek.
Az alternatív útvonalak egyike a déli út (M03), mely Mariazellt Csíksomlyóval dél-Zalán, Pécsen és Szegeden át köti össze. Jelzései lila színűek. Jelzései lila (viola) színűek.
A koronavírus-járvány és a járványellenes intézkedések miatt 2020-ban zarándokok nélkül, a kegytemplomban tartják a hagyományos pünkösdszombati csíksomlyói búcsút, amelynek közelében az Erdélyi Mária Út Egyesület hirdetőtáblája elé rögzített lécekre kötözték fel azokat az imaszándékokat, szalagokat, amelyeken székelyföldi települések küldték el üzeneteiket Csíksomlyóra. Ezeket gyalogos, lovas és kerékpáros zarándokok stafétával, hármas csoportokban, kereszttel, székely zászlóval és Mária-út zászlóval juttatták el településtől településig.

### Az észak–déli főág (M02)
A 2010-es években bővült ki a zarándoklat útvonala az észak–déli fő szakasz (M02), amivel Częstochowát Međugorjével terveztek összekötni. Jelzései kék színűek. Az út magyar pálos rend lengyelországi központjától a Bosznia-hercegovinai Mária-jelenések helyszínéig vezet.

### További útvonalak

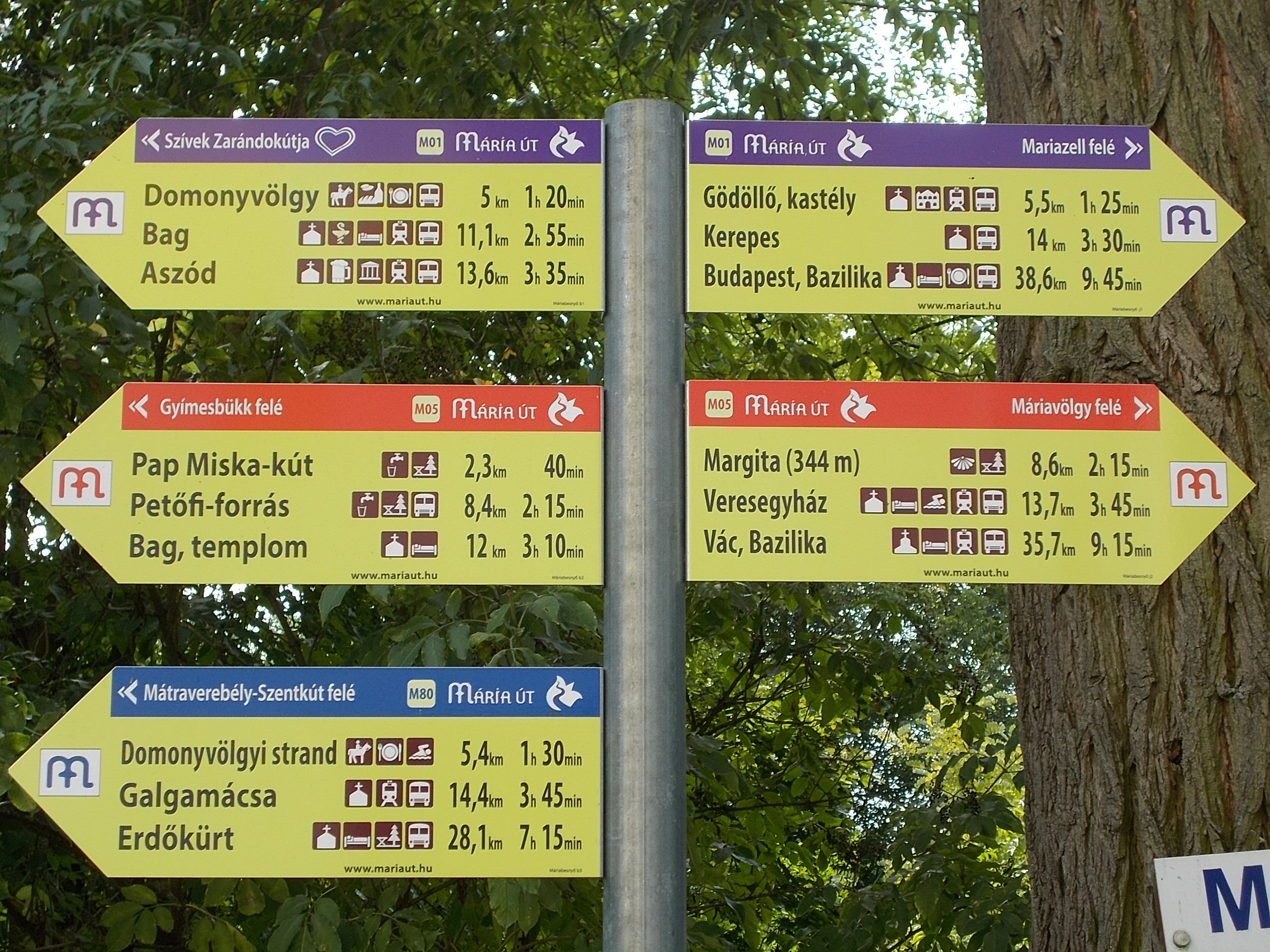
Városi Mária-út jelző táblák

Az M04, vagy Bencés út 2020-ban még nem készült el. Tervek szerint a körülbelül 450 kilométer hosszú, Bécsből vagy Máriavölgyből induló zarándoklat Máriakálnok-Győr-Andocs útvonalon Pécsre tart majd. Jelzései kék színűek.
Az M05 számozású Összekötő út 2020-ban még kiépítés alatt van. Útvonala Mariazellből Máriavölgy-Márianosztra-Máriabesnyő-Marosvásárhely-Zetelaka irányban Csíksomlyóra vezet. Jelzései piros színűek.
Hargita megyét érintő erdélyi útvonalak: az M01, M03 és M05 mellett az M12 – ami jelzései kék színűek – Brassó–Sepsiszentgyörgy–Csíkszereda–Csíksomlyó–Maroshévíz–Dornavátra, az M28 – ami jelzései sárga színűek – Kóstelek–Csíkszereda–Csíksomlyó–Kézdivásárhely–Sepsiszentgyörgy, az M29 pedig – ami jelzései zöld színűek – Miklósvár–Barót–Csíkszentimrei Büdösfürdő–Csíkszereda–Csíksomlyó településeken át haladnak.
Az M50, az úgynevezett Ortodox ág 2020-ban még kiépítés alatt van. Lőcséről Máriapócs-Szatmárnémeti-Máramarossziget útvonalat követve Szucsávára érkezik. Hossza megközelítőleg 1000 kilométer. Jelzései piros színűek.
Az M60, avagy a Vasvári ág 400 kilométeres, Csákánydoroszlóról indul és Vasvár-Sümeg-Székesfehérvár-Ercsi útvonalon Dabasig tart. Jelzései piros színűek.
Az M80 a Kiengesztelődés útja nevet kapta. 2020-ban még kiépítés alatt van. Körülbelül 600 kilométeren át tart. Lőcséről indulva Mátraverebély-Máriabesnyő-Pálosszentkút útvonalon Szegedre érkezik. Jelzései kék színűek.